# Miss Possessive Tour
Miss Possessive Tour – piąta trasa koncertowa i pierwsza trasa po arenach kanadyjskiej piosenkarki Tate McRae, która rozpoczęta została 18 marca 2025 r. w Mexico City w Meksyku i zakończy się 8 listopada 2025 r. w Inglewood w Stanach Zjednoczonych, składając się z 83 koncertów. Jest to promocja jej trzeciego albumu studyjnego So Close to What (2025) i jest promowana przez Live Nation z supportującymi artystami Benee, Zarą Larsson i Alessi Rose. Trasa obejmuje występy na kilku festiwalach muzycznych, w tym na wybranych wydarzeniach Lollapalooza i Estéreo Picnic.